# Acalypha vellamea
Acalypha vellamea är en törelväxtart som beskrevs av Henri Ernest Baillon. Acalypha vellamea ingår i släktet akalyfor, och familjen törelväxter. Inga underarter finns listade i Catalogue of Life.